# Mesga
Mesga, également orthographié Mességa, est une localité située dans le département de Samba de la province du Passoré dans la région Nord au Burkina Faso.

## Géographie
Mesga se trouve à 1 km au sud-ouest de Toéssin (et de la route nationale 13), à 7 km au nord du centre de Samba, le chef-lieu du département, ainsi qu'à environ 30 km au sud de Yako.

## Santé et éducation
Un centre de santé communautaire avec une maternité se trouve à Mesga. Il est géré par une association locale créée par des natifs du village. 
Le centre de soins publique le plus proche de Mesga est le centre de santé et de promotion sociale (CSPS) de Toéssin tandis que le centre médical avec antenne chirurgicale (CMA) de la province se trouve à Yako.
Il existe une école publique à Mesga ainsi qu'une bibliothèque proche du centre de santé.